# Garmin GPS 45
Garmin 45, handburen GPS-mottagare. 45 var toppmodellen i Garmins handburna GPS-mottagare, och lämpar sig för mobilt bruk både till sjöss och på land. Detta även om den var klassad för marint bruk. Några av funktionerna hos 45:an är GPS-mottagare, hastighetsmätning, höjdmätning och den har extern antenn. 

## Specifikationer

### Mottagare
- 12-kanals GPS.
- Antenn: Extern
- Uppstarttid: 15 s (varm), 45 s (kall), 5 min (ny sökning)
- Uppdateringsfrekvens: 1 sekund, kontinuerlig

### Barometer
- Höjdområde: ? meter
- Noggrannhet: 3 meter
- Upplösning: 30 cm

### Navigeringsfunktioner
- Waypoints: ?
- Spår: ?
- Rutter: ?
- Tripp-dator: Aktuell fart, medelfart, soluppgång/solnedgång, trippmätare, timer

### Mått och vikt
- Storlek: 112 x 51 x 30 mm
- Vikt: 269 g (med batterier)

### Material
- Plast och gummi
- Vattentät enligt IEC 529 IPX4-standard